# 청나라의 황후 목록
청 제국의 황태후는 청 제국 황제의 모후 또는 선제의 정실 황후로써 섭정할 권위가 있는 황후를 말한다.
대대로 청 제국의 황제는 자신의 모후를 성후황태후라 부르고 선제의 정실 황후를 국모황태후라 불러 그 둘의 의미와 지위를 뚜렷이 구별했다. 유명한 청 제국의 황태후는 숭덕제의 두 번째 황후이자 순치제의 모후인 효장문황후 보르지기트씨와 함풍제의 세 번째 황후이자 동치제의 모후인 효흠현황후 예허나라 씨와 함풍제의 두 번째 황후인 효정현황후 뇨후루씨가 있다. 청 제국의 황후와 황태후는 제국의 일부인 중국의 역사의 어느 전 왕조의 황후와 황태후보다 많은 존경을 받고 큰 권력을 가지고 있었다.

## 황후 목록
| 대수   | 부군        | 초상화 | 시호                         | 정식시호 | 성씨                                         | 재위기간            | 생몰기간        | 능묘            |
| ------ | ----------- | ------ | ---------------------------- | --- | -------------------------------------------- | ------------------- | --------------- | --------------- |
| -      | 조조 (肇祖) |        | 원황후 (原皇后)              | - | -                                            | (추존)              | -               | -               |
| -      | 흥조 (興祖) |        | 직황후 (直皇后)              | - | 히타라 할라 (喜塔臘氏) ᡥᡳᡨᠠᡵᠠ ᡥᠠᠯᠠ           | (추존)              | -               | -               |
| -      | 경조 (景祖) |        | 익황후 (翼皇后)              | - | -                                            | (추존)              | -               | -               |
| -      | 현조 (顯祖) |        | 선황후 (宣皇后)              | - | 히타라 할라 (喜塔臘氏) ᡥᡳᡨᠠᡵᠠ ᡥᠠᠯᠠ           | (추존)              | ? ~ 1569년      | -               |
| 제1대  | 태조 (太祖) |        | 효자고황후 (孝慈高皇后)      | 효자소헌경순 인휘의덕현경 승천보성 고황후 (孝慈昭憲敬順 仁徽懿德顯慶 承天輔聖 高皇后)                           | 예허나라 하라 (葉赫那拉氏) ᠶᡝᡥᡝ ᠨᠠᡵᠠ ᡥᠠᠯᠠ    | (추존)              | 1575년 ~ 1603년 | 복릉 (福陵)     |
| 제1대  | 태조 (太祖) |        | 효열무황후 (孝烈武皇后)      | 효열공민헌철 인화찬천여성 무황후 (孝烈恭敏獻哲 仁和贊天儷聖 武皇后)                                             | 우라나라 하라 (烏拉那拉氏) ᡠᠯᠠ ᠨᠠᡵᠠ ᡥᠠᠯᠠ     | (추존)              | 1590년 ~ 1626년 | 복릉 (福陵)     |
| 제2대  | 태종 (太宗) |        | 효단문황후 (孝端文皇后)      | 효단정경인의 철순자희장민 보천협성 문황후 (孝端正敬仁懿 哲順慈僖莊敏 輔天協聖 文皇后)                           | 보르지기트 하라 (博爾濟吉特氏) ᠪᠣᡵᠵᡳᡤᡳᡨ ᡥᠠᠯᠠ | 1636년 ~ 1643년     | 1599년 ~ 1649년 | 소릉 (昭陵)     |
| 제2대  | 태종 (太宗) |        | 효장문황후 (孝莊文皇后)      | 효장인선성헌 공의지덕순휘 익천계성 문황후 (孝莊仁宣誠憲 恭懿至德純徽 翊天啓聖 文皇后)                           | 보르지기트 하라 (博爾濟吉特氏) ᠪᠣᡵᠵᡳᡤᡳᡨ ᡥᠠᠯᠠ | (추존)              | 1613년 ~ 1688년 | 소서릉 (昭西陵) |
| -      | 성종 (成宗) |        | 경효의황후 (敬孝義皇后)      | 경효충공정간 자혜조덕좌도 의황후 (敬孝忠恭靜簡 慈惠助德佐道 義皇后)                                             | 보르지기트 하라 (博爾濟吉特氏) ᠪᠣᡵᠵᡳᡤᡳᡨ ᡥᠠᠯᠠ | (추존)              | ? ~ 1650년      | -               |
| 제3대  | 세조 (世祖) |        | 폐황후 (廢皇后) (정비<靜妃>) | | 보르지기트 하라 (博爾濟吉特氏) ᠪᠣᡵᠵᡳᡤᡳᡨ ᡥᠠᠯᠠ | 1651년 ~ 1653년     | ? ~ ?           | -               |
| 제3대  | 세조 (世祖) |        | 효혜장황후 (孝惠章皇后)      | 효혜인헌단의 자숙공안순덕 순천익성 장황후 (孝惠仁憲端懿 慈淑恭安純德 順天翼聖 章皇后)                           | 보르지기트 하라 (博爾濟吉特氏) ᠪᠣᡵᠵᡳᡤᡳᡨ ᡥᠠᠯᠠ | 1654년 ~ 1662년     | 1641년 ~ 1718년 | 효동릉 (孝東陵) |
| 제3대  | 세조 (世祖) |        | 효강장황후 (孝康章皇后)      | 효강자화장의 공혜온목단정 순문육성 장황후 (孝康慈和莊懿 恭惠溫穆端靖 崇文育聖 章皇后)                           | 퉁갸 하라 (佟佳氏) ᡨᡠᠩᡤᡳᠶᠠ ᡥᠠᠯᠠ              | (추존)              | 1640년 ~ 1663년 | 효릉 (孝陵)     |
| 제3대  | 세조 (世祖) |        | 효헌황후 (孝獻皇后)          | 효헌장화지덕 선인온혜단경 황후 (孝獻莊和至德 宣仁溫惠端敬 皇后)                                                 | 동오 하라 (董鄂氏) ᡩᠣᠩᡤᠣ ᡥᠠᠯᠠ                | (추존)              | 1639년 ~ 1660년 | 효릉 (孝陵)     |
| 제4대  | 성조 (聖祖) |        | 효성인황후 (孝誠仁皇后)      | 효성공숙정혜 안화숙의각민 여천양성 인황후 (孝誠恭肅正惠 安和淑懿恪敏 儷天襄聖 仁皇后)                           | 허셔리 하라 (赫舍里氏) ᡥᡝᡧᡝᡵᡳ ᡥᠠᠯᠠ           | 1665년 ~ 1674년     | 1653년 ~ 1674년 | 경릉 (景陵)     |
| 제4대  | 성조 (聖祖) |        | 효소인황후 (孝昭仁皇后)      | 효소정숙명혜 정화안유단목 흠천순성 인황후 (孝昭靜淑明惠 正和安裕端穆 欽天順聖 仁皇后)                           | 뇨후루 하라 (鈕祜祿氏) ᠨᡳᠣᡥᡠᡵᡠ ᡥᠠᠯᠠ          | 1677년 ~ 1678년     | 1653년 ~ 1678년 | 경릉 (景陵)     |
| 제4대  | 성조 (聖祖) |        | 효의인황후 (孝懿仁皇后)      | 효의온성단인 헌목화각자혜 봉천좌성 인황후 (孝懿溫誠端仁 憲穆和恪慈惠 奉天佐聖 仁皇后)                           | 퉁갸 하라 (佟佳氏) ᡨᡠᠩᡤᡳᠶᠠ ᡥᠠᠯᠠ              | 1689년 ~ 1689년     | 1656년 ~ 1689년 | 경릉 (景陵)     |
| 제4대  | 성조 (聖祖) |        | 효공인황후 (孝恭仁皇后)      | 효공선혜온숙 정유자순흠목 찬천승성 인황후 (孝恭宣惠溫肅 定裕慈純欽穆 贊天承聖 仁皇后)                           | 우야 하라 (烏雅氏) ᡠᠶᠠ ᡥᠠᠯᠠ                  | (추존)              | 1660년 ~ 1723년 | 경릉 (景陵)     |
| 제5대  | 세종 (世宗) |        | 효경헌황후 (孝敬憲皇后)      | 효경공화의순 소혜장숙안강 좌천익성 헌황후 (孝敬恭和懿順 昭惠莊肅安康 佐天翊聖 憲皇后)                           | 우라나라 하라 (烏拉那拉氏) ᡠᠯᠠ ᠨᠠᡵᠠ ᡥᠠᠯᠠ     | 1723년 ~ 1731년     | 1679년 ~ 1731년 | 태릉 (泰陵)     |
| 제5대  | 세종 (世宗) |        | 효성헌황후 (孝聖憲皇后)      | 효성자선강혜 돈화성휘인목 경천광성 헌황후 (孝聖慈宣康惠 敦和誠徽仁穆 敬天光聖 憲皇后)                           | 뇨후루 하라 (鈕祜祿氏) ᠨᡳᠣᡥᡠᡵᡠ ᡥᠠᠯᠠ          | (추존)              | 1692년 ~ 1777년 | 태동릉 (泰東陵) |
| 제6대  | 고종 (高宗) |        | 효현순황후 (孝賢純皇后)      | 효현정성돈목 인혜휘공강순 보천창성 순황후 (孝賢誠正敦穆 仁惠徽恭康順 輔天昌聖 純皇后)                           | 푸차 하라 (富察氏) ᡶᡠᠴᠠ ᡥᠠᠯᠠ                 | 1737년 ~ 1748년     | 1712년 ~ 1748년 | 유릉 (裕陵)     |
| 제6대  | 고종 (高宗) |        | 계황후 (繼皇后)              | - | 호이파나라 하라 (輝發那拉氏) ᡥᠣᡳᡶᠠ ᠨᠠᡵᠠ ᡥᠠᠯᠠ | 1750년 ~ 1766년     | 1718년 ~ 1766년 | -               |
| 제6대  | 고종 (高宗) |        | 효의순황후 (孝儀純皇后)      | 효의공순강유 자인휘각민철 익천육성 장황후 (孝儀恭順康裕 慈仁端恪敏哲 翼天毓聖 純皇后)                           | 워이갸 하라 (魏佳氏) ᠸᡝᡳᡤᡳᠶᠠ ᡥᠠᠯᠠ            | (추존)              | 1727년 ~ 1775년 | 유릉 (裕陵)     |
| 제7대  | 인종 (仁宗) |        | 효숙예황후 (孝淑睿皇后)      | 효숙단화인장 자의돈유소숙 광천우성 예황후 (孝淑端和仁莊 慈懿敦裕昭肅 光天佑聖 睿皇后)                           | 히타라 하라 (喜塔臘氏) ᡥᡳᡨᠠᡵᠠ ᡥᠠᠯᠠ           | 1796년 ~ 1797년     | 1760년 ~ 1797년 | 창릉 (昌陵)     |
| 제7대  | 인종 (仁宗) |        | 효화예황후 (孝和睿皇后)      | 효화공자강예 안성흠순인정 응천희성 예황후 (孝和恭慈康豫 安成欽順仁正 應天熙聖 睿皇后)                           | 뇨후루 하라 (鈕祜祿氏) ᠨᡳᠣᡥᡠᡵᡠ ᡥᠠᠯᠠ          | 1801년 ~ 1820년     | 1776년 ~ 1850년 | 창서릉 (昌西陵) |
| 제8대  | 선종 (宣宗) |        | 효목성황후 (孝穆成皇后)      | 효목온후장숙 단성각혜관흠 부천유성 성황후 (孝穆溫厚莊肅 端誠恪惠寬欽 孚天裕聖 成皇后)                           | 뇨후루 하라 (鈕祜祿氏) ᠨᡳᠣᡥᡠᡵᡠ ᡥᠠᠯᠠ          | (추존)              | 1781년 ~ 1808년 | 모서릉 (慕西陵) |
| 제8대  | 선종 (宣宗) |        | 효신성황후 (孝愼成皇后)      | 효신민숙철순 화의성혜돈각 희천이성 성황후 (孝愼敏肅哲順 和懿誠惠敦恪 熙天詒聖 成皇后)                           | 퉁갸 하라 (佟佳氏) ᡨᡠᠩᡤᡳᠶᠠ ᡥᠠᠯᠠ              | 1822년 ~ 1833년     | 1789년 ~ 1833년 | 모릉 (慕陵)     |
| 제8대  | 선종 (宣宗) |        | 효전성황후 (孝全聖皇后)      | 효전자경관인 단각안혜성민 부천독성 성황후 (孝全慈敬寬仁 端愨安惠誠敏 符天篤聖 成皇后)                           | 뇨후루 하라 (鈕祜祿氏) ᠨᡳᠣᡥᡠᡵᡠ ᡥᠠᠯᠠ          | 1834년 ~ 1840년     | 1808년 ~ 1840년 | 모릉 (慕陵)     |
| 제8대  | 선종 (宣宗) |        | 효정성황후 (孝靜成皇后)      | 효정강자의소 단혜장인화신 필천무성 성황후 (孝靜康慈懿昭 端惠莊仁和愼 弼天撫聖 成皇后)                           | 보르지기트 하라 (博爾濟吉特氏) ᠪᠣᡵᠵᡳᡤᡳᡨ ᡥᠠᠯᠠ | (추존)              | 1812년 ~ 1855년 | 모동릉 (慕東陵) |
| 제9대  | 문종 (文宗) |        | 효덕현황후 (孝德顯皇后)      | 효덕온혜성순 자장각신휘의 공천찬성 현황후 (孝德溫惠誠順 慈莊恪愼徽懿 恭天贊聖 顯皇后)                           | 시타라 하라 (薩克達氏)                       | (추존)              | 1831년 ~ 1850년 | 정릉 (定陵)     |
| 제9대  | 문종 (文宗) |        | 효정현황후 (孝貞顯皇后)      | 효정자안유경 화경성정의천 조성현황후 (孝貞慈安裕慶 和敬誠靖儀天 祚聖顯皇后)                                     | 뇨후루 하라 (鈕祜祿氏) ᠨᡳᠣᡥᡠᡵᡠ ᡥᠠᠯᠠ          | 1852년 ~ 1861년     | 1837년 ~ 1881년 | 정동릉 (定東陵) |
| 제9대  | 문종 (文宗) |        | 효흠현황후 (孝欽顯皇后)      | 효흠자희단우 강이소예장성 수공흠헌숭희 배천흥성 현황후 (孝欽慈禧端佑 康頤昭豫莊誠 壽恭欽獻崇熙 配天興聖 顯皇后) | 예허나라 하라 (葉赫那拉氏) ᠶᡝᡥᡝ ᠨᠠᡵᠠ ᡥᠠᠯᠠ    | (추존)              | 1835년 ~ 1908년 | 정동릉 (定東陵) |
| 제10대 | 목종 (穆宗) |        | 효철의황후 (孝哲毅皇后)      | 효철가순숙신 현명공단헌천 창성의황후 (孝哲嘉順淑愼 賢明恭端憲天 彰聖毅皇后)                                     | 아루터 하라 (阿魯特氏)                       | 1872년 ~ 1874년     | 1854년 ~ 1875년 | 혜릉 (惠陵)     |
| 제11대 | 덕종 (德宗) |        | 효정경황후 (孝定景皇后)      | 효정융유관혜 신철협천보성 경황후 (孝定隆裕寬惠 愼哲協天保聖 景皇后)                                             | 예허나라 하라 (葉赫那拉氏) ᠶᡝᡥᡝ ᠨᠠᡵᠠ ᡥᠠᠯᠠ    | 1889년 ~ 1908년     | 1868년 ~ 1913년 | 숭릉 (崇陵)     |
| 제12대 | 공종 (恭宗) |        | 효각민황후 (孝恪愍皇后)      | | 고부로 하라 (郭布羅氏)                       | (1922년) ~ (1945년) | 1906년 ~ 1946년 | -               |